# Шив Кумар
Шив Кумар (англ. Shiv S. Kumar, нар. 15 березня 1939) — індійсько-американський астрофізик, найбільш відомий своїм теоретичним передбаченням існування коричневих карликів, — тьмяних субзоряних об'єктів, маса яких недостатня для ядерного горіння водню.
Народився на території теперішнього Пакистану (тоді частина Британській Індії). Здобув освіту в Індії і США, працював в багатьох провідних наукових установах США й Індії. У 1958—1962 роках написав серію робіт про зорі малої маси, в яких він оцінив границю між найлегшими зорями й найважчими коричневими карликами у (0,07-0,09)M☉, що близько до теперішніх значень. Іноді цю межу тепер називають межею Кумара. Також досліджував теорію зоряних атмосфер, походження Сонячної системи, формування зір і планет, походження та еволюцію життя у всесвіті.

## Біографія
Шив Кумар народився 15 березня 1939 року в Банну в Британській Індії (тепер Пакистан). У 1957 році він здобув ступеня бакалавра математики з відзнакою в Університеті Лакхнау. Після цього він переїхав до США і вступив до Університету Мічигану в Анн-Арборі як аспірант та науковий співробітник на департаменті астрономії. 3 лютого 1962 року в Мічиганському університеті він захистив дисертацію доктора філософії з астрономії, присвячену теорії несірих зоряних атмосфер.
Після Університету Мічигану він працював у Гарвард-Смітсонівському астрофізичному центрі (1960—1961), Міському університеті Нью-Йорка (1962), Годдардівському інституті космічних досліджень у Нью-Йорку (1962—1963), Фізичній дослідницькій лабораторії в Ахмедабаді в Індії (1963—1965), Університеті Вірджинії в Шарлотсвіллі (1965—1998), Австралійському національному університеті в Канберрі (1970—1971). Пізніше він став президентом Галилеївського інституту та професором-емеритом Університету Вірджинії.
21-24 жовтня 2012 року в замку Рінгберг у Німеччині пройшла міжнародна конференція «50 років коричневих карликів: від теоретичного передбачення до астрофізичних досліджень», організована Інститутом астрономії Макса Планка. З нагоди 50-ліття відкриття коричневих карликів учасникам конференції подали торт, і Шиву Кумару, як першовідкривачу, було доручено його розрізати.

## Наукові результати

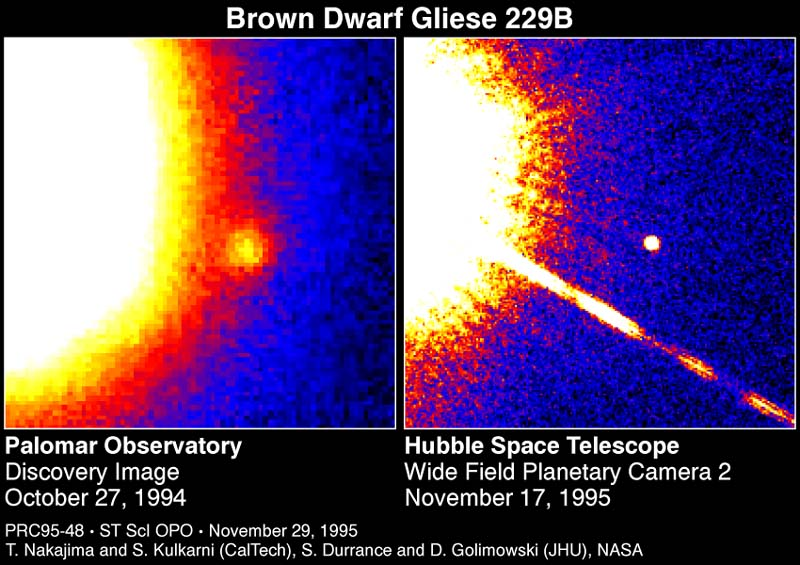
Глізе 229 B — один із перших відкритих коричневих карликів.

З 1958 по 1962 рік Кумар створив теорію зір дуже низької маси (M < 0,1M☉), зробивши ряд важливих передбачень про їхню структуру та еволюцію та опублікувавши ряд важливих статей на цю тему. Влітку 1962 року він завершив розрахунок мінімальної маси зорі, за якої ще може відбуватись ядерне горіння водню. Числове значення залежало від хімічного складу і становило 0,07M☉ для зір популяції I та 0,09M☉ для зір популяції II, що близько до нині прийнятих значень. Ця межа, яку тепер іноді називають межею Кумара, визначає нижню границю головної послідовності на діаграмі Герцшпрунга-Рассела. У 1958—1962 роках Кумар дослідив, що об'єкти з масою нижче межі горіння водню є повністю виродженими об'єктами й мають дуже низьку світність і температуру, за що він називав такі об'єкти «чорними карликами». Тепер вони відомі під назвою «коричневі карлики», натомість як термін «чорні карлики» використовують для іншого типу об'єктів. Також Кумар розрахував, що радіус зір з масою нижче межі горіння приблизно дорівнює 0,1R☉.
У березні 1968 року Кумар організував міжнародний симпозіум в Університеті Вірджинії, присвячений зорям низької яскравості. Основною темою обговорення на цьому симпозіумі була структура та еволюція зір з масою нижче межі горіння водню. Багато учасників симпозіуму називали ці об'єкти «об'єктами Кумара» або «зорями Кумара». Вживаний зараз термін «коричневі карлики» був введений лише в 1975 році. Матеріали симпозіуму були в 1969 році видані у вигляді книги, редактором якої був Кумар. Спостережний пошук коричневих карликів розпочали ще в 1962 році, але виявити їх вдалося тільки в 1995 році.
У 1962 році Кумар передбачив можливість існування в Галактиці великої кількості темних водневих об'єктів дуже низької маси. У роботі, представлений на симпозіумі із зір низької яскравості 1968 року й опублікованій у 1969 році, він оцінив мінімальну масу об'єктів, які утворюються в результаті фрагментації під час зореутворення, приблизно в 0,001M☉. Кумар припустив, що кількість таких темних об'єктів з масами між межею горіння водню й межею фрагментації більша за кількість видимих зір.
В лютому 1962 року Кумар розпочав проєкт з вивчення несірих моделей атмосфер холодних зір. Сірі моделі атмосфер припускають однакову прозорість атмосфер на всіх довжинах хвиль, натомість як несірі моделі є точнішими, бо відмовляються від цього припущення. Розрахунок несірих моделей не можна було виконати аналітично, і Кумар робив обчислення на комп'ютері IBM 7090 у Годдардівському інституті космічних досліджень, що потребувало значного часу для розрахунку кожної окремої моделі. Результати сильно відрізнялись від моделі сірих атмосфер. Виявилось, що більшість водню в атмосфері холодних зір перебуває в молекулярній формі (H2), а вільно-вільні переходи через H2- (негативний іон молекули водню) суттєво сприяють загальній непрозорості в атмосферах холодних зірок, особливо для карликів з ефективними температурами менше 3000 K. Модель Кумара передбачали різкий максимум випромінювання на довжинах хвиль близько 1650 нм, що було підтверджено 1963 року спостереженнями інфрачервоного телескопа Stratoscope II.
У роботі 1962 році Кумар запропонував існування в Галактиці популяції зір, старших за зорі популяції II. Він назвав їх «зорями першого покоління». Тепер такі гіпотетичні об'єкти називають зорями популяції III.
З 1962 року Кумар досліджував формування планет у Сонячній системі, особливо утворення Юпітера. Він доводив, що Юпітер не міг стиснутись безпосередньо з газової хмари, а натомість утворився як невеликий кам'яний об'єкт, а вже потім зріс до свого сучасного розміру через гравітаційне притягання речовини (зокрема, газу) до цього твердого ядра. Ця теорія, відома тепер як теорія акреції на ядро (англ. core accretion) є однією з основних сучасних теорій формування планет-гігантів.